# Gare de Moorgate
La gare de Moorgate (en anglais : Moorgate railway station), est une gare ferroviaire terminus londonien de la Northern City Line, en zone 1 Travelcard. Elle  est située à Moorgate, dans la Cité de Londres, sur le territoire de la ville de Londres.
C'est une gare Network Rail desservie par des trains Thameslink. Elle est en correspondance et partage ses accès avec la station Moorgate du métro de Londres, desservie par les lignes : Circle, Hammersmith & City, Metropolitan et Northern.

## Situation ferroviaire
Établie en souterrain, La gare terminus londonien de Moorgate est située sur la Northern City Line, avant la gare d'Old Street, en direction du terminus nord de la gare de Finsbury Park. Elle dispose : de deux voies, terminus en cul-de-sac, qui desservent deux quais, numérotés 9 et 10.

Plans : de la ligne et du réseau des transports à Londres
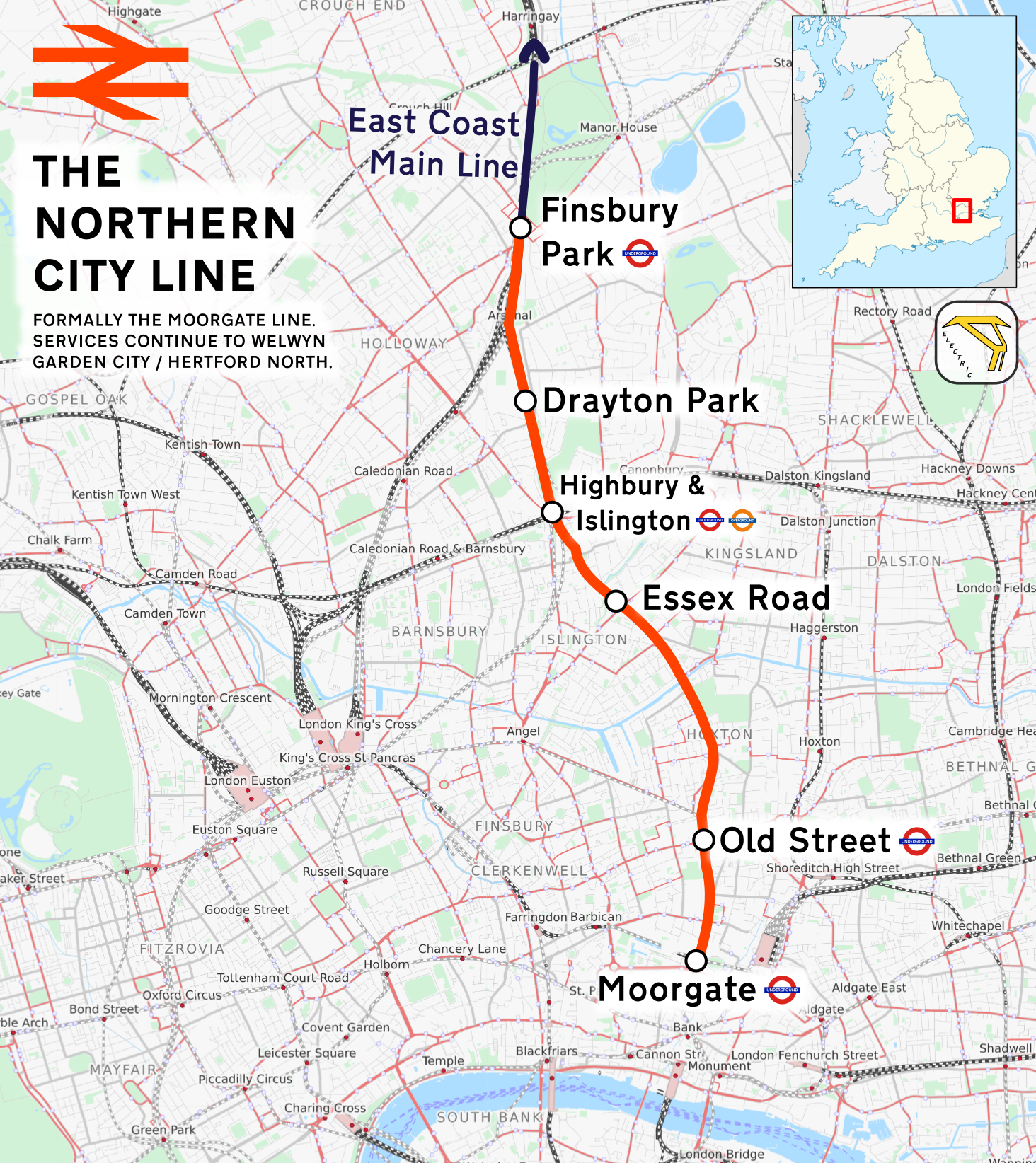
Northern City Line.
Réseaux de Londres.

## Histoire
La plateforme de la Northern City Line est mise en service le 14 février 1904 par la Great Northern & City Railway (en) (GN&CR).

## Service des voyageurs

### Accueil
La gare dispose d'une entrée principale à Moorgate, dans la Cité de Londres.

### Desserte
La gare de Moorgate est desservie par des trains des relations Moorgate - Welwyn Garden City (en), Moorgate - Hertford North (en) et Moorgate - Stevenage (en).

Installations et dessertes
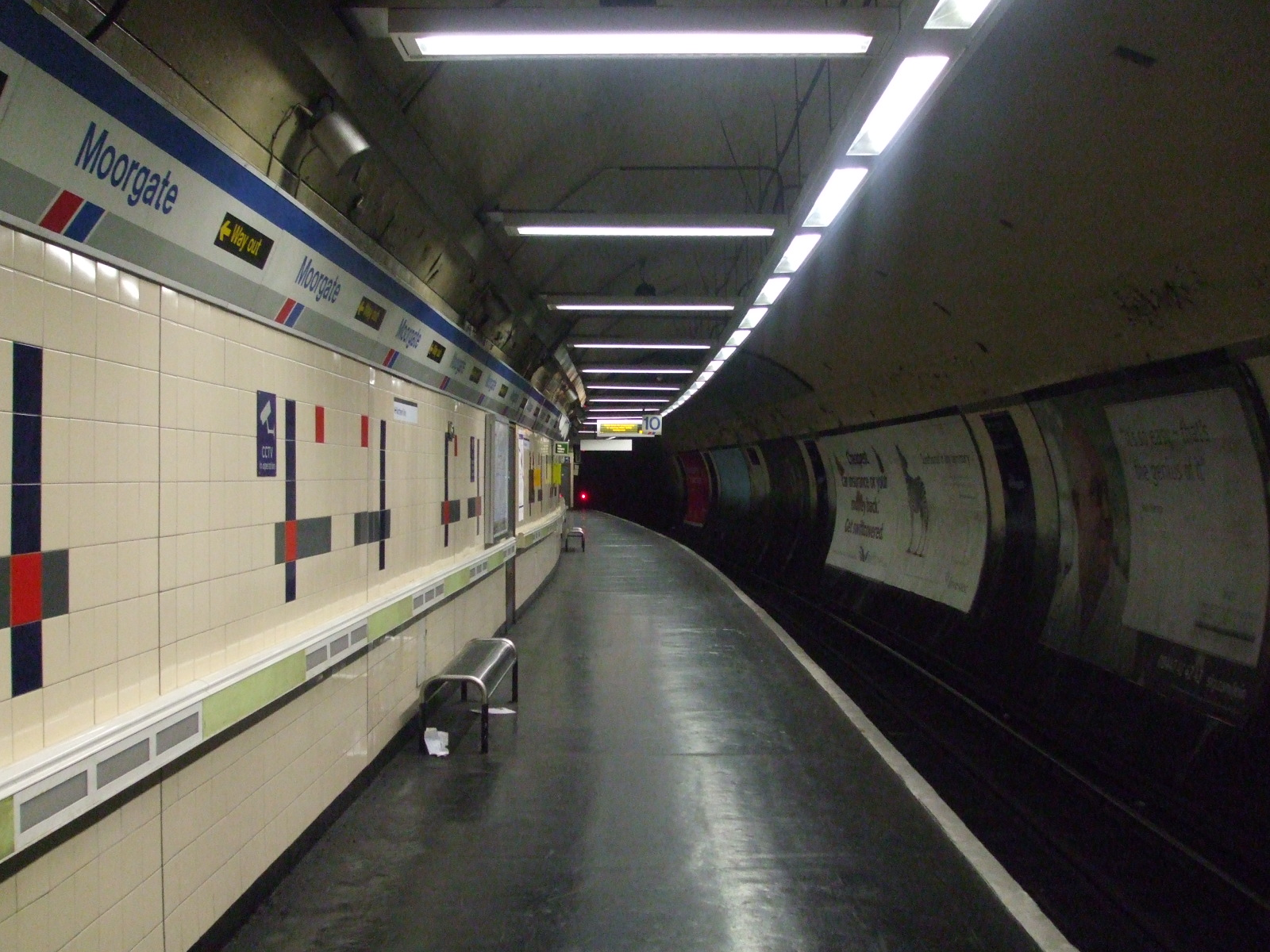
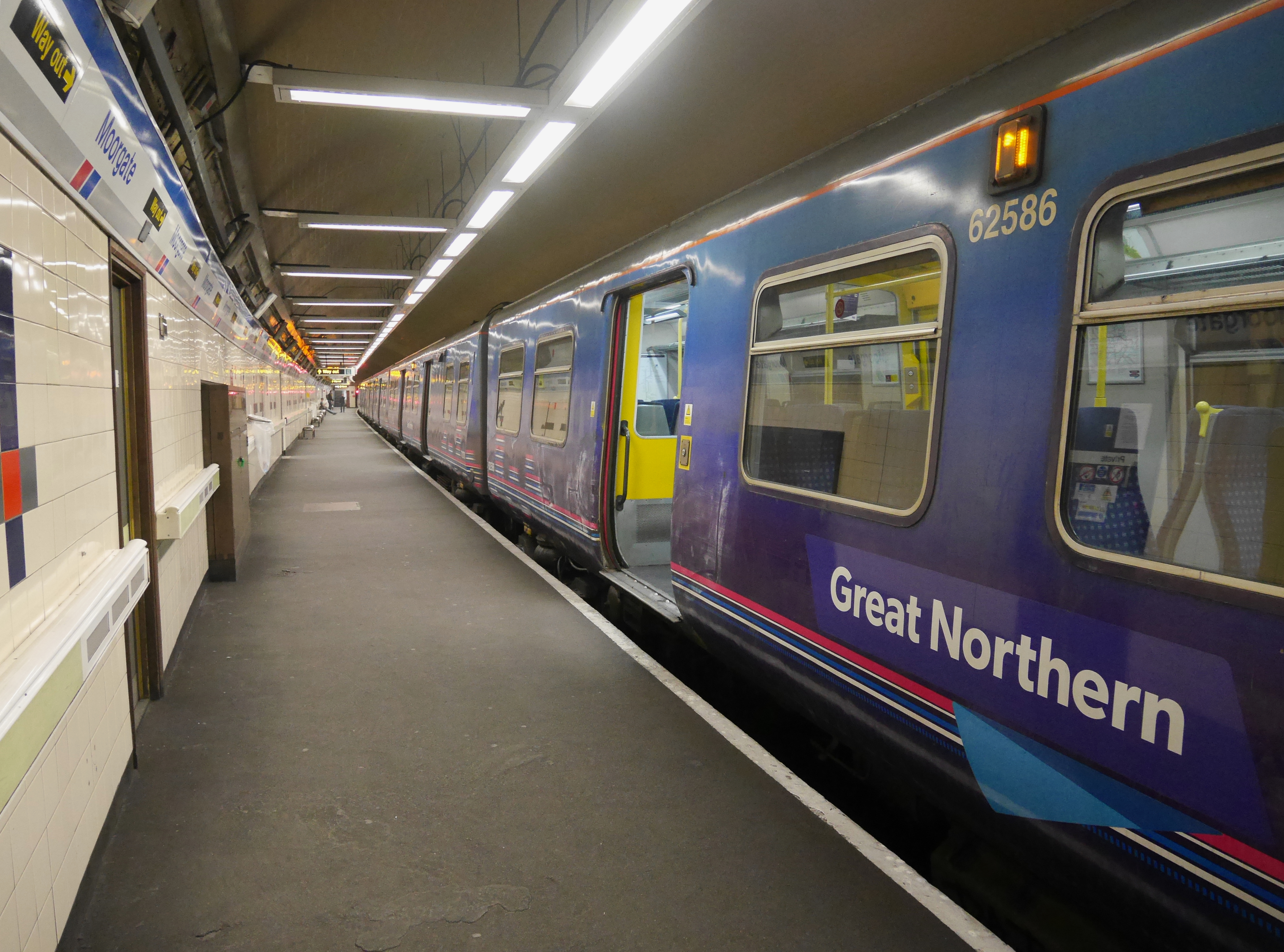
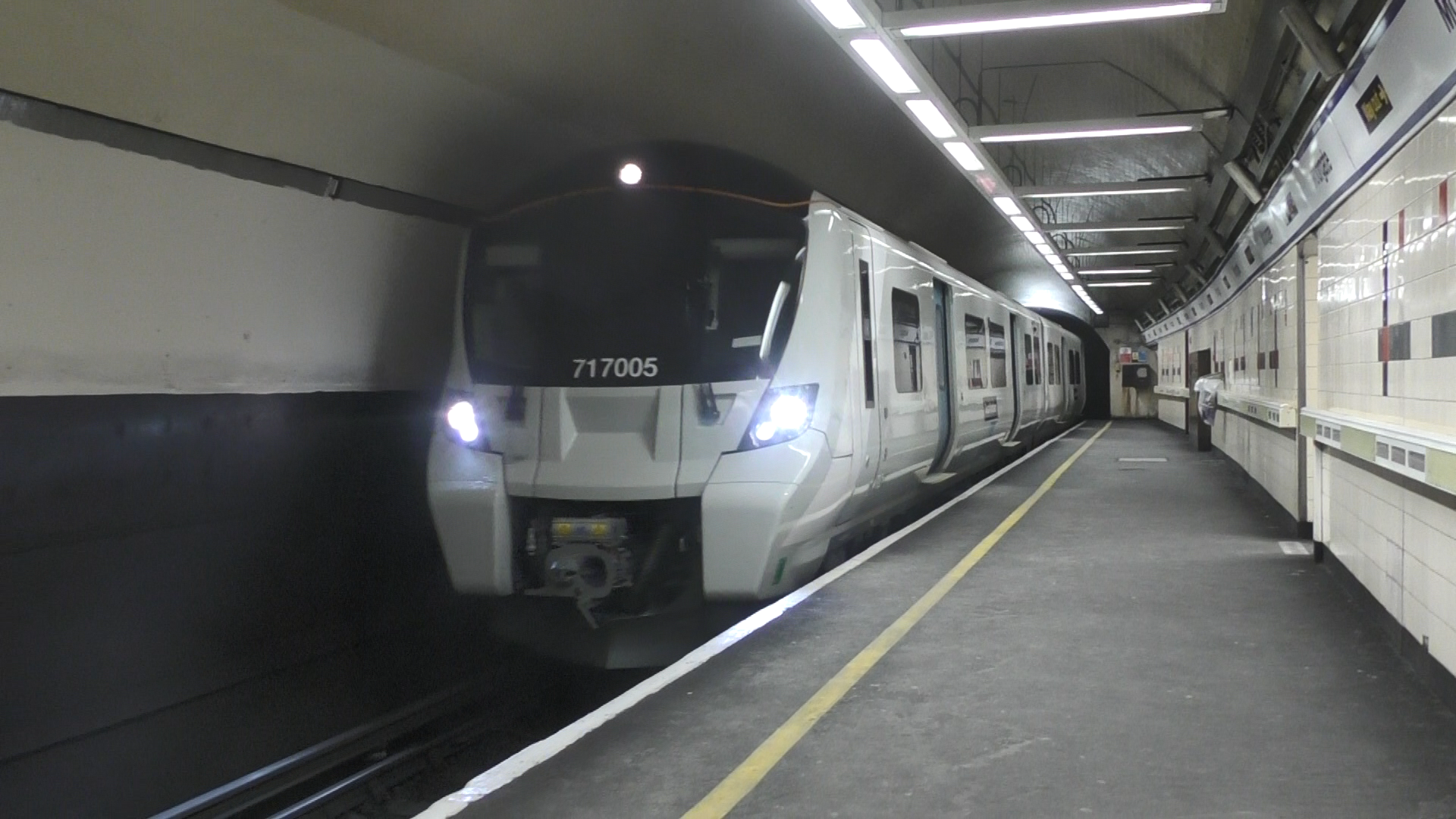

### Intermodalité
Elle est en correspondance et partage ses accès avec la station Moorgate du métro de Londres, desservie par les lignes : Circle, Hammersmith & City, Metropolitan et Northern.
Comme la station du métro, elle est desservie par des autobus de Londres des lignes 21, 43, 76, 141, 153 et N551.